# Flirsch
 Flirsch is een gemeente in het district Landeck in de Oostenrijkse deelstaat Tirol.
Het hoofddorp is gelegen in het Stanzertal tussen Landeck en de Arlberg. Een groot aantal kleinere kernen ligt aan weerszijden van de Rosanna, te weten Bach, Permen, Bichl, Bahnhofviertel, Flirschegg, Gampernun, Ganatsch, Grissen, Grube, Kolpen (Außer- en Innerkolpen), Lache, Mairhof, Mayrenbichl, Nadling, Pardöll, Prozenegg, Rammle, Schneggenbach, Schöpfen, Tanne, Waidach en Wolfen.

## Geschiedenis
Archeologische vondsten hebben bewezen dat het gebied al geruime tijd voor de eerste officiële vermelding halverwege de 14e eeuw werd bewoond. Vroeger werd in het gebied hoofdzakelijk Reto-Romaans gesproken. Het dorpsdeel Persir, het huidige centrum, werd in 1275 voor het eerst vermeld. In de plaatselijke veld- en huisnamen zijn de Retoromaanse invloeden ook vandaag de dag nog te bemerken. In een Starkenberger bezittingsoorkonde uit 1358 wordt de naam Flürs voor het eerst vermeld. Dit zou afstammen van floris, lentebloem. Op basis van deze verklaring werden per 23 juli 1974 in het gemeentewapen zes gele krokussen op een blauwe achtergrond opgenomen. Volgens een andere verklaring is Flirsch afgeleid van het Indo-Europese flüro, dat zoiets als "land dat overstroomd wordt" betekent.
In 1385 wordt voor het eerst over een priester in Flirsch gemeld. Wanneer de eerste kerk in Flirsch gebouwd is, is echter niet geheel duidelijk. De huidige Heilige Bartholomäus-kerk werd grotendeels in de periode tussen 1740 en 1751 gebouwd, waarbij centrale elementen van de gotische voorganger werden ingebouwd. De laatste uitbouw van 1811 en 1812 was van de hand van de bouwmeesters Johann Josef Senn en Augustin Wolf.
In 1813 werd Flirsch een zelfstandige gemeente.

## Economie en infrastructuur
Tegenwoordig is Flirsch met name gericht op het skitoerisme. Flirsch beschikt over een station aan de Arlbergspoorlijn, maar deze is niet langer opengesteld voor personenvervoer. Het regionaal openbaar vervoer wordt geregeld met bussen. Het dorp is sinds de opening van de Arlberg Schnellstraße in 1978 ook met de auto goed bereikbaar. De Flirscher Tunnel leidt het verkeer langs het dorp.

## Geboren
- Mario Matt (1979), alpineskiër

Faggen · Fendels · Fiss · Fließ · Flirsch · Galtür · Grins · Ischgl · Kappl · Kaunerberg · Kaunertal · Kauns · Ladis · Landeck · Nauders · Pettneu am Arlberg · Pfunds · Pians · Prutz · Ried im Oberinntal · Sankt Anton am Arlberg · Schönwies · See · Serfaus · Spiss · Stanz bei Landeck · Strengen · Tobadill · Tösens  · Zams
- Gemeinsame Normdatei: 4479540-3
- Virtual International Authority File: 249386287